# Condado de Hood
O condado de Hood é um dos 254 condados do estado norte-americano do Texas. A sede do condado é Granbury, e sua maior cidade é Granbury.
O condado possui uma área de 1 131 km² (dos quais 39 km² estão cobertos por água), uma população de 41 100 habitantes, e uma densidade populacional de 38 hab/km² (segundo o censo nacional de 2000).
O condado foi criado em 1866.